# Piripiri (kommun)
Piripiri är en kommun i Brasilien.   Den ligger i delstaten Piauí, i den östra delen av landet, 1 400 km nordost om huvudstaden Brasília. Antalet invånare är 61 840.
Följande samhällen finns i Piripiri:
- Piripiri

Omgivningarna runt Piripiri är huvudsakligen savann. Runt Piripiri är det ganska glesbefolkat, med 42 invånare per kvadratkilometer.